# Attestation de conformité sanitaire
Pour les articles homonymes, voir ACS.
L'Attestation de conformité sanitaire (ACS) est un agrément officiel délivré par la Direction générale de la Santé, qui est devenue obligatoire en France depuis le 24 décembre 2006. Elle s'applique aussi bien aux matériaux constitutifs des équipements en contact avec l'eau destinée à la consommation humaine qu'aux équipements eux-mêmes (appelés "accessoires" dans le dispositif).

## L'attestation
Depuis cette date, le propriétaire d’une habitation, d’une collectivité ou d’un bâtiment accueillant du public est responsable, à partir du compteur d’eau, de la conformité et du bon entretien des réseaux d’eau ainsi que de la qualité de l’eau distribuée au consommateur.
Pour être en conformité il doit exiger l'Attestation de Conformité Sanitaire pour tout équipement en contact avec l'eau dans des réseaux de distribution d'eau destinée à la consommation humaine. Cela comprend l'eau potable ainsi que l'eau destinée à être traitée pour la rendre potable (principe du "pompage au puisage").
En 1997, l’arrêté du 29 mai 1997 a défini les principes sanitaires généraux applicables aux matériaux entrant en contact d’eau destinée à la consommation humaine et précisé les obligations incombant aux différents fabricants (innocuité des matériaux vis-à-vis de la santé…). Cet arrêté a été complété de différentes circulaires décrivant les procédures à suivre selon les matériaux et/ou catégories d'équipements.
Les fabricants d’équipements et les constructeurs d’ouvrages pour les installations fixes de production, de traitement et de distribution des eaux destinées à la consommation humaine, sont aujourd’hui bien sensibilisés au système des Attestations de conformité sanitaire (ACS) mis en place par la France depuis la parution de cet arrêté, tout comme en principe, les opérateurs, les ingénieries, les maîtres d’œuvre et les administrations concernées.

## Réglementation européenne
En 1998, la commission de l’Union européenne a entrepris la mise en place d’un système européen d’acceptabilité des matériaux en contact de l’eau destinée à la consommation humaine. Face à la complexité et l'hétérogénéité des procédures nationales, ce projet (EAS ou European Acceptance Scheme) a été abandonné par la Commission Européenne en 2006.
La directive 98/83/CE du 3 novembre 1998, incite désormais les États membres à prendre les mesures appropriées pour limiter les effets des matériaux sur la qualité des eaux, par son article 10. 
Dans le cas des produits de construction, le Règlement Européen Produits de Construction 305/2011/UE introduit une exigence sur l'aptitude des produits au contact de l'eau potable. Cette exigence n'est en pratique pas formalisée au niveau européen et les systèmes nationaux, dont l'ACS, prévalent.

## Décret français
Ces dispositions sont transposées dans le décret 2001-1220 du 20 décembre 2001 relatif aux eaux destinées à la consommation humaine. Ainsi, l’article 32 du présent décret, reprend et renforce les dispositions concernant les matériaux puisqu’il précise:
- ils ne doivent pas être susceptibles d’altérer la qualité de l'eau,
- leur utilisation est soumise à autorisation du Ministre chargé de la santé, donnée auprès de l’agence nationale de sécurité sanitaire (ANSES).

## Système français des ACS
Les matériaux utilisés pour le transport et le stockage de l’eau destinée à la consommation humaine peuvent influencer négativement la qualité de l’eau livrée aux consommateurs. 
Cette influence peut devenir importante lorsque se développent des phénomènes de corrosion ou de dégradation organique. S’il y a altération des matériaux et migration des substances qui les composent, cela peut entraîner pour l’eau transportée une modification des propriétés organoleptiques, une dégradation de la qualité microbiologique et voire l’apparition d’éléments toxiques indésirables dans une eau destinée à la consommation humaine.

## Contexte réglementaire
Ces dispositions complètent le Règlement sanitaire départemental type.
L’ancien décret 89-3 du 03/01/89 sur la qualité de l’eau destinée à la consommation humaine stipulait que les matériaux utilisés dans les systèmes de production ou de distribution et qui sont en contact de cette eau ne doivent pas être susceptibles d’en altérer la qualité. Mais aucun contrôle systématique n’était prévu.
L’arrêté du 29 mai 1997 définit les principes sanitaires généraux applicables aux matériaux entrant au contact d’eau destinée à la consommation humaine et indique les obligations des fabricants et opérateurs.
Les fabricants doivent maintenant s’assurer de la compatibilité des matériaux qu’ils fabriquent avec la qualité des eaux d’alimentation et de leur innocuité vis-à-vis de la santé, en constituant un dossier de demande adressé à un laboratoire habilité par le Ministère chargé de la Santé.
Quant aux opérateurs (constructeurs, exploitants des installations de potabilisation, de transport et de stockage), ils doivent s’assurer auprès de leurs fournisseurs que les matériaux, équipements ou préparations qui leur sont fournis sont conformes à la réglementation, en exigeant auprès d’eux les Attestations de Conformité Sanitaire de tous les produits qu’ils achètent et installent.

## Cas particulier des joints d'étanchéité
La réglementation prévoit deux cas pour les joints d'étanchéité : Ø extérieur ≤ 63 et Ø extérieur > 63 mm.
Dans le premier cas, une CLP (Conformité aux listes positives) est suffisante, aucun test de migration n'est exigé. Cela signifie qu'un laboratoire habilité a vérifié que la composition du joint ne contient que des substances dont l'innocuité a été prouvée.
Au-delà de 63 mm de diamètre, une ACS est exigée, avec tests de migration.
Jusqu'en 2006, l'appellation CLP n'était pas clairement définie et on pouvait parler d'ACS « simplifiée » pour les joints ⇐ Ø63.
Depuis 2006, il n'est plus possible de parler d'ACS pour un matériau n'ayant subi qu'une étude de la liste positive, il faut dans ce cas parler de CLP. La mention ACS est réservée aux matériaux ayant subi les tests complets. La Direction Générale de la Santé tient à jour une liste des matériaux titulaires de l'ACS ou d'une CLP. Il n'existe pas de telle liste pour les équipements (ou accessoires).

## Récapitulatif des dispositions spécifiques
| Groupe de matériaux et objets | Détails                                                                                      | Dispositions spécifiques applicables                                                                           | Nature de la preuve de conformité sanitaire                                                  |
| --- | -------------------------------------------------------------------------------------------- | --- | -------------------------------------------------------------------------------------------- |
| Matériaux et objets constitués de matière métallique | -                                                                                            | Annexe 1 de l’arrêté du 29 mai 1997 modifié                                                                    | Déclaration sur l’honneur de conformité délivrée par le responsable de la mise sur le marché |
| Matériaux et objets constitués de matière minérale | -                                                                                            | Annexe 2.2 de l’arrêté du 29 mai 1997 modifié                                                                  | Déclaration sur l’honneur de conformité délivrée par le responsable de la mise sur le marché |
| Matériaux et objets constitués de ciment | a) Adjuvants ou ajouts organiques pour produits à base de ciment                             | Annexe 2.1 de l’arrêté du 29 mai 1997 modifié                                                                  | Conformité aux Listes Positives                                                              |
| Matériaux et objets constitués de ciment | b) Revêtements à base de ciment adjuvanté                                                    | Avis du 24 février 2012                                                                                        | Conformité aux Listes Positives                                                              |
| Matériaux et objets constitués de ciment | c) Autres matériaux et objets à base de ciment                                               | Avis du 24 février 2012                                                                                        | Déclaration sur l’honneur de conformité délivrée par le responsable de la mise sur le marché |
| Matériaux et objets constitués de matière organique | a) Matériau ou objet monomatière, multicouches et composites                                 | Annexe 3 de l’arrêté du 29 mai 1997 modifié et Circulaires ministérielles du 12 avril 1999 et du 27 avril 2000 | ACS                                                                                          |
| Matériaux et objets constitués de matière organique | b) Adhésifs (colles), lubrifiants (graisses et huiles), joints de diamètre inférieur à 63 mm | Annexe 3 de l’arrêté du 29 mai 1997 modifié et Circulaires ministérielles du 12 avril 1999 et du 27 avril 2000 | Conformité aux listes positives                                                              |
| Matériaux et objets constitués de matière organique | c) Fibres de renfort                                                                         | Circulaire ministérielle du 21 août 2006                                                                       | Certificat d’aptitude sanitaire                                                              |
| « Produits assemblés » ou « Accessoires (objets constitués de plusieurs composants - applicable uniquement pour les accessoires constitués d’au moins un composant organique) » | -                                                                                            | Annexes 1, 2 et 3 de l’arrêté du 29 mai 1997 modifié et Circulaire ministérielle du 25 novembre 2002           | ACS                                                                                          |

## Communication sur les produits
Il n'existe pas de logo officiel correspondant à l'ACS à apposer sur les produits ou la documentation technique. Tous les produits et matériaux commercialisés en France en vue d'une application au contact de l'eau destinée à la consommation humaine doivent en être titulaires. En cas de doute, il est conseillé de contacter le laboratoire dont les coordonnées apparaissent sur le certificat. Des sociétés ont néanmoins pu créer des logos pour communiquer sur la conformité de leurs produits à la réglementation française, mais ces logos n'ont pas de portée officielle.